# Liste der Baudenkmale in Loge (Lüchow (Wendland))
In der Liste der Baudenkmale in Loge (Lüchow (Wendland)) sind die Baudenkmale des niedersächsischen Dorfes Loge aufgelistet. Der Stand der Liste ist der 21. Oktober 2021. Dies ist ein Teil der Liste der Baudenkmale in Lüchow (Wendland). Die Quelle der  IDs und der Beschreibungen ist der Denkmalatlas Niedersachsen.

## Allgemein
In den Spalten befinden sich folgende Informationen:
- Lage: die Adresse des Baudenkmales und die geographischen Koordinaten. Kartenansicht, um Koordinaten zu setzen. In der Kartenansicht sind Baudenkmale ohne Koordinaten mit einem roten Marker dargestellt und können in der Karte gesetzt werden. Baudenkmale ohne Bild sind mit einem blauen Marker gekennzeichnet, Baudenkmale mit Bild mit einem grünen Marker.
- Bezeichnung: Bezeichnung des Baudenkmales
- Beschreibung: die Beschreibung des Baudenkmales. Unter § 3 Abs. 2 NDSchG werden Einzeldenkmale und unter § 3 Abs. 3 NDSchG Gruppen baulicher Anlagen und deren Bestandteile ausgewiesen.
- ID: die Objekt-ID des Baudenkmales
- Bild: ein Bild des Baudenkmales, ggf. zusätzlich mit einem Link zu weiteren Fotos des Baudenkmals im Medienarchiv Wikimedia Commons. Wenn man auf das Kamerasymbol klickt, können Fotos zu Baudenkmalen aus dieser Liste hochgeladen werden:

### Gruppe baulicher Anlagen
| Lage                                             | Bezeichnung                                              | Beschreibung | ID       | Bild           |
| ------------------------------------------------ | -------------------------------------------------------- | --- | -------- | -------------- |
| Nr. 1, 2, 3, 4, 5, 6 52° 57′ 33″ N, 11° 11′ 2″ O | Rundling mit Dorfplatz und allen angrenzenden Hofanlagen | Einer der kleinsten und am besten erhaltenen Rundlinge im Landkreis Lüchow-Dannenberg, der nach der Zerstörung des alten Dorfes durch einen Großbrand im Frühjahr 1782 entstand. Die Vierständerbauten in Fachwerk orientieren sich mit ihren Wirtschaftsgiebeln zum Dorfplatz, an Nebengebäuden ist nur ein historisches überkommen. | 30828334 | Weitere Bilder |

### Einzeldenkmale
| Lage                               | Bezeichnung                  | Beschreibung | ID       | Bild |
| ---------------------------------- | ---------------------------- | --- | -------- | ---- |
| Nr. 1 52° 57′ 34″ N, 11° 11′ 1″ O  | Wohn- und Wirtschaftsgebäude | Zum Dorfplatz giebelständiges Vierständerhaus mit Backsteinausfachungen unter Satteldach in Zementplattendeckung. Wirtschaftsgiebel in engmaschigem Gitterfachwerk mit durchlaufendem Raster. Errichtet 1826 (i).                                                                                  | 30869699 |      |
| Nr. 1 52° 57′ 34″ N, 11° 11′ 1″ O  | Nebengebäude                 | Mehrere Baukörper durch Remise verbunden am Wohnteil angebaut. Jüngerer Teil eingeschossig, Fachwerk mit Backsteinausfachung, Satteldach in Krempziegeldeckung. Älterer Teil Fachwerkbau mit hohem Kniestock, Backsteinausfachung, Satteldach in Hohlpfannendeckung. Errichtet im 19. Jahrhundert. | 39605221 | BW   |
| Nr. 2 52° 57′ 33″ N, 11° 11′ 0″ O  | Wohn- und Wirtschaftsgebäude | Zum Dorfplatz giebelständiges Vierständerhaus in Fachwerk mit Backsteinausfachung, unter Satteldach. Errichtet 1782 (i). | 30869678 |      |
| Nr. 3 52° 57′ 33″ N, 11° 11′ 0″ O  | Wohn- und Wirtschaftsgebäude | Zum Dorfplatz giebelständiges Vierständerhaus in Fachwerk mit Backsteinausfachung, unter ziegelgedecktem Satteldach. Wirtschaftsgiebel in Gitterfachwerk. An den Traufseiten teilweise Lehmstakenausfachung. Errichtet 1782 (i).                                                                   | 30869657 |      |
| Nr. 4 52° 57′ 31″ N, 11° 10′ 59″ O | Wohn- und Wirtschaftsgebäude | Zum Dorfplatz giebelständiges Vierständerhaus in Fachwerk, teils Backsteinausfachung, teils Lehmstakung; Satteldach in unterschiedlichen Deckungen. Errichtet 1782 (i). | 30869636 |      |